# Loxophlebia omalesia
Loxophlebia omalesia là một loài bướm đêm thuộc phân họ Arctiinae, họ Erebidae.